# Berbere

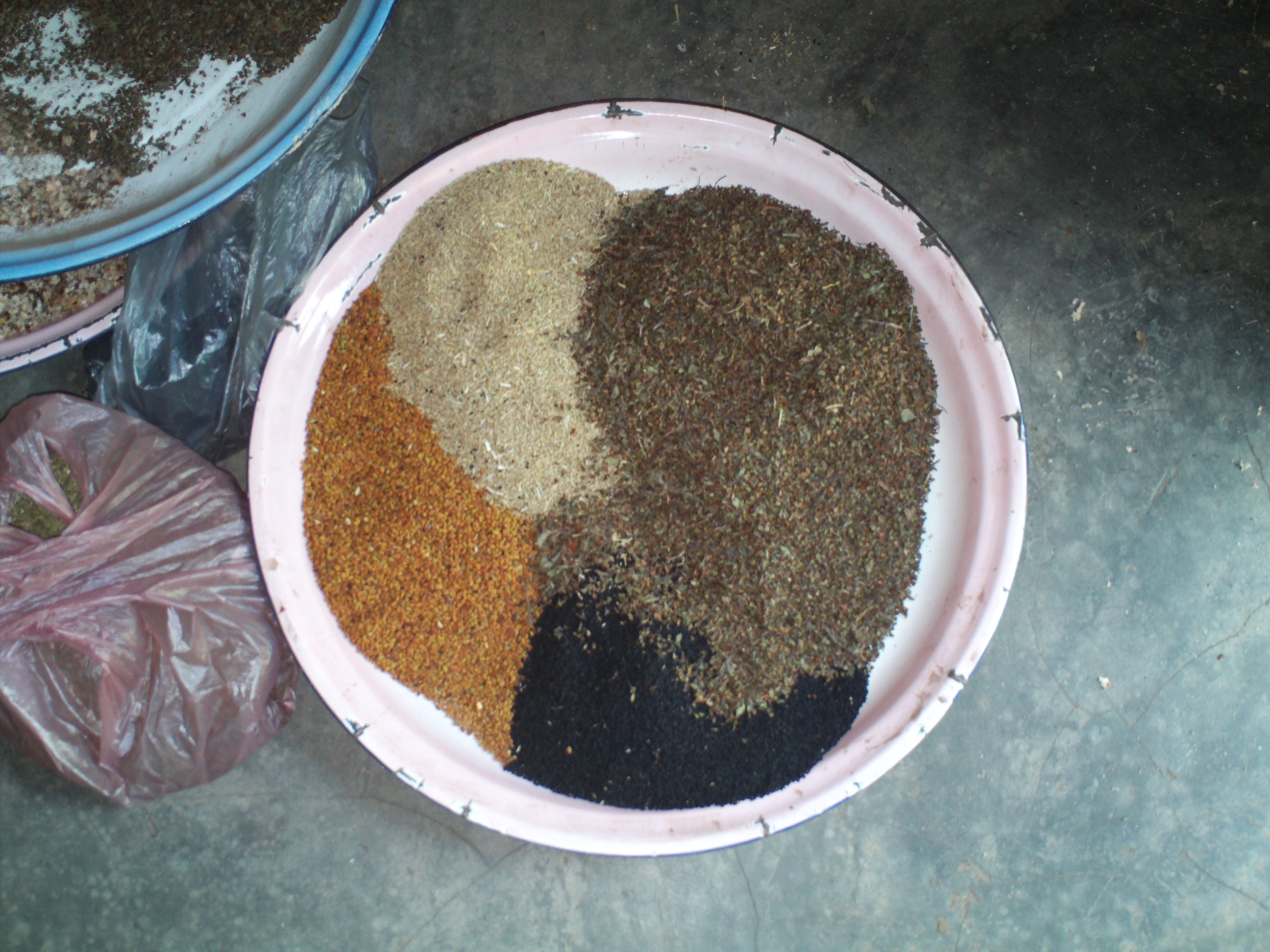
Pebre blanc, Aframomum corrorima (anomenat korarima), pebre negre i fenigrec són combinats amb bitxo i sal comuna per fer el berbere, un ingredient comú en la cuina etiòpica.

El berbere (amhàric: በርበሬ, berberē; tigrinya: በርበረ, berbere) és una barreja d'espècies típica de la cuina d'Etiòpia i Eritrea. Els ingredients principals són bitxo, pebre, all, gingebre, alfàbrega seca, ruda, fenigrec, pebre negre i blanca, i korarima, una espècia emparentada amb el gingebre, nativa d'Àfrica oriental. Hi ha diverses receptes per al berbere que contenen ingredients diferents, incloent espècies i herbes poc comunes en la cuina d'Europa. A vegades conté Piper longum, una espècia semblant al pebre que s'usa a l'Índia i a Àfrica Septentrional; també pot contenir herbes salvatges etiòpiques. Els estofats, anomenats wats, més típics de la cuina etiòpica, molt sovint són assaonats amb el berbere, el qual s'afegeix a les cebes i altres ingredients aromàtics per fer la base de l'estofat.